# 1814
Il 1814 (MDCCCXIV in numeri romani) è un anno  del XIX secolo.

## Eventi
- L'Olanda abolisce il commercio degli schiavi.
- 14 gennaio – Trattato di Kiel: Il re di Danimarca, che faceva parte degli sconfitti nelle guerre napoleoniche, si impegnò a cedere la Norvegia al re di Svezia in cambio dei possedimenti svedesi in Pomerania.
- 28 gennaio – George Stephenson inventa la locomotiva a vapore.
- 8 febbraio – Battaglia del Mincio: Eugenio di Beauharnais sconfigge gli Austriaci del feldmaresciallo Bellegarde.
- 27 febbraio – Battaglia di Orthez: L'esercito anglo-portoghese, guidato dal duca di Wellington, sconfisse l'esercito francese guidato dal maresciallo Nicolas Soult.
- 20-21 marzo – Battaglia di Arcis-sur-Aube: L'esercito austriaco, comandato dal maresciallo Karl Philipp, Principe di Schwarzenberg, sconfisse l'esercito francese guidato da Napoleone. Fu l'ultima battaglia di Napoleone contro gli alleati della Sesta coalizione.
- 25 marzo – Battaglia di Fère-Champenoise: Dopo sei ore di combattimenti la battaglia si concluse con la rotta delle truppe francesi e la vittoria delle forze austriache e russe.
- 31 marzo – Francia: Le forze della Sesta coalizione occupano Parigi.
- 6 aprile – Francia: Abdicazione di Napoleone. Firma del Trattato di Fontainebleau.
- 10 aprile – Battaglia di Tolosa: Quattro giorni dopo la resa di Napoleone Bonaparte, le truppe della Sesta coalizione attaccano e conquistano la città di Tolosa.
- 11 aprile – Francia: I monarchi alleati decidono di mandare Napoleone in esilio sull'isola d'Elba. L'ormai ex imperatore vi sbarcherà il 3 maggio 1814.
- 13-18 aprile – Assedio di Genova: Le forze della coalizione anti-francese prendono la città ligure, sancendo la resa delle forze napoleoniche in Italia.
- 21 aprile – Regno d'Italia: Enorme frana si stacca dal Monte Antelao e seppellisce i paesi di Taulen e Marceana nella Valle del Boite (314 morti).
- 17 maggio – Norvegia: la prima costituzione norvegese viene firmata a Eidsvold.
- 19 maggio – Papa Pio VII liberato lascia Savona e rientra nei suoi Stati (resi dai francesi il 24 gennaio 1814) dalla parte della Romagna che lo accoglie molto benevolmente, giungendo il 24 maggio a Roma tra una folla esultante.
- 25 maggio – Il generale Heinrich J. Bellegarde assunse personalmente la presidenza Reggenza Provvisoria di Governo, proclamando in contemporanea la cessazione del Regno d'Italia.
- 30 maggio – Viene firmato il primo trattato di Parigi, con il quale i confini francesi vengono riportati a quelli del 1792. Le conquiste francesi restituite.
- 4 giugno – Luigi XVIII concede la Carta del 1814.
- 15 giugno – 500 statunitensi attraversano il Lago Erie per incendiare e saccheggiare Dover Port e Long Point (Ontario).
- 13 luglio – Vittorio Emanuele I fonda il corpo dei Carabinieri Reali.
- 7 agosto – Con la bolla Sollicitudo omnium Ecclesiarum il Papa Pio VII ricostituisce la Compagnia di Gesù.
- 14 agosto – Convenzione di Moss che decreta il cessate il fuoco tra norvegesi e svedesi durante i moti d'indipendenza norvegesi.
- 12-15 settembre – Battaglia di Baltimora: Nel corso della Guerra anglo-americana, le forze statunitensi respinsero l'attacco britannico.
- 22 settembre – Convocato il Congresso di Vienna dalle potenze (Austria, Gran Bretagna, Prussia e Russia) che sconfissero Napoleone Bonaparte, con l'obiettivo di ripristinare l'assetto politico europeo presente prima delle campagne napoleoniche.
- 1º novembre – Apertura del Congresso di Vienna. Avvio di quella che viene definita come l'età della Restaurazione in Europa.
- 24 dicembre – Viene firmato il trattato di Gand, che pone fine alla Guerra anglo-americana.

## Nati
Ci sono circa 370 voci su persone nate nel 1814; vedi la pagina Nati nel 1814 per un elenco descrittivo o la categoria Nati nel 1814 per un indice alfabetico.

## Morti

### Gennaio
- 4 gennaio - Johann Georg Jacobi, poeta tedesco (n. 1740)
- 7 gennaio - Ira Allen, generale e politico statunitense (n. 1751)
- 14 gennaio - Charles Bossut, gesuita e matematico francese (n. 1730)
- 20 gennaio - Jean-François-Pierre Peyron, pittore francese (n. 1744)
- 21 gennaio - Matthias Claudius, scrittore e poeta tedesco (n. 1740)
- 21 gennaio - Jacques-Henri Bernardin de Saint-Pierre, scrittore e botanico francese (n. 1737)
- 27 gennaio - Ernesto di Meclemburgo-Strelitz, nobile tedesco (n. 1742)
- 27 gennaio - Johann Gottlieb Fichte, filosofo e docente tedesco (n. 1762)
- 28 gennaio - Pierre Lacour, pittore francese (n. 1745)
- 28 gennaio - Antonio Giuseppe Testa, medico italiano (n. 1756)
- 30 gennaio - Stephen Rochefontaine, militare statunitense (n. 1755)

### Febbraio
- 1º febbraio - Francesco Seratti, politico italiano (n. 1736)
- 3 febbraio - Jan Antonín Koželuh, compositore ceco (n. 1738)
- 3 febbraio - Mariano Matamoros, presbitero e patriota messicano (n. 1770)
- 5 febbraio - Franz Anton Wyrsch, politico svizzero (n. 1737)
- 7 febbraio - Jean-Nicolas Démeunier, politico e saggista francese (n. 1751)
- 13 febbraio - Annibale de Leo, arcivescovo cattolico italiano (n. 1739)
- 14 febbraio - Baldassarre Francesco Rasponi, arcivescovo cattolico italiano (n. 1758)
- 14 febbraio - Giambattista Rusca, generale italiano (n. 1759)
- 18 febbraio - Paul Davidovich, generale austro-ungarico (n. 1737)
- 23 febbraio - Sergej Nikolaevič Lanskoj, generale russo (n. 1774)
- 23 febbraio - Georges Félix de Wimpffen, generale francese (n. 1744)
- 26 febbraio - Johan Tobias Sergel, scultore svedese (n. 1740)
- 27 febbraio - Jean Reynier, generale francese (n. 1771)

### Marzo
- 1º marzo - Silas Lee, politico e giudice statunitense (n. 1760)
- 5 marzo - Andrej Nikiforovič Voronichin, architetto russo (n. 1759)
- 10 marzo - Alexandre Gonsse de Rougeville, militare francese (n. 1761)
- 13 marzo - Angelica Schuyler Church,  statunitense (n. 1756)
- 13 marzo - Luigi Francesco Giuseppe di Borbone-Conti, principe francese (n. 1734)
- 18 marzo - Giovanni Negro, politico italiano (n. 1758)
- 18 marzo - Margaret Poyntz, filantropa inglese (n. 1737)
- 20 marzo - Jacques-Louis de Pourtalès, banchiere svizzero (n. 1722)
- 21 marzo - Luca Antonio Pagnini, religioso e grecista italiano (n. 1737)
- 25 marzo - Francesco Bruno di Tornaforte, generale italiano (n. 1729)
- 26 marzo - Joseph-Ignace Guillotin, medico e politico francese (n. 1738)
- 27 marzo - Emily Lennox, nobildonna inglese (n. 1731)
- 29 marzo - Michel-Honoré Bounieu, pittore e incisore francese (n. 1740)
- 29 marzo - Guillaume Emmanuel Guignard de Saint-Priest, generale russo (n. 1776)
- 29 marzo - Claude Michel, scultore francese (n. 1738)
- 31 marzo - Pierre Sonnerat, naturalista e esploratore francese (n. 1748)

### Aprile
- 1º aprile - Joseph Johann Ferraris, generale e cartografo austriaco (n. 1726)
- 8 aprile - Giacinto della Torre, arcivescovo cattolico italiano (n. 1747)
- 12 aprile - Charles Burney, compositore, organista e storico inglese (n. 1726)
- 13 aprile - Federico Guglielmo di Solms-Braunfels, generale prussiano (n. 1770)
- 13 aprile - Benedetto Solari, vescovo cattolico italiano (n. 1742)
- 15 aprile - Karl Lichnowsky, principe e compositore austriaco (n. 1761)
- 18 aprile - Domenico Costantino di Löwenstein-Wertheim-Rochefort, principe tedesco (n. 1762)
- 19 aprile - Thomas Brudenell-Bruce, I conte di Ailesbury, nobile inglese (n. 1729)
- 20 aprile - Giuseppe Prina, politico italiano (n. 1766)
- 25 aprile - Innico Maria Guevara-Suardo,  italiano (n. 1744)
- 25 aprile - Louis-Sébastien Mercier, scrittore e drammaturgo francese (n. 1740)
- 28 aprile - Salvatore Maria Di Blasi, archivista e bibliotecario italiano (n. 1719)

### Maggio
- 3 maggio - Abd Allah I Al-Sabah, sovrano kuwaitiano (n. 1740)
- 5 maggio - Jacob Sieberer (n. 1766)
- 6 maggio - Georg Joseph Vogler, compositore, organista e insegnante tedesco (n. 1749)
- 17 maggio - Giovanni Battista Giovio, nobile e letterato italiano (n. 1748)
- 17 maggio - George Onslow, I conte di Onslow, nobile e politico inglese (n. 1731)
- 20 maggio - Giovanni Antonio Rizzi Zannoni, cartografo e geografo italiano (n. 1736)
- 26 maggio - Cosimo Betti, magistrato e poeta italiano (n. 1727)
- 27 maggio - Federico di Anhalt-Dessau, principe tedesco (n. 1769)
- 27 maggio - James Hamilton, visconte Hamilton, politico inglese (n. 1786)
- 29 maggio - Giuseppina di Beauharnais,  francese (n. 1763)

### Giugno
- 10 giugno - Angelo Petrozzani, avvocato e letterato italiano (n. 1741)
- 13 giugno - Alessandro Barca, teorico della musica e chimico italiano (n. 1741)
- 14 giugno - Federico Cristiano II di Schleswig-Holstein-Sonderburg-Augustenburg, principe danese (n. 1765)
- 15 giugno - Charles Palissot de Montenoy, drammaturgo e editore francese (n. 1730)
- 18 giugno - Giuseppe Nadi, architetto italiano (n. 1779)
- 21 giugno - Gilbert Elliot-Murray-Kynynmound, I conte di Minto, politico, diplomatico e nobile britannico (n. 1751)
- 21 giugno - Erasmus Gower, ammiraglio britannico (n. 1742)
- 21 giugno - Johann Martin Miller, scrittore tedesco (n. 1750)
- 22 giugno - Francesco Celebrano, artista italiano (n. 1729)
- 23 giugno - Louis Antoine Vimeux, generale e nobile francese (n. 1737)
- 26 giugno - Dominique Villars, botanico francese (n. 1745)
- 27 giugno - Carlo Antonio Napione, militare, chimico e mineralogista italiano
- 27 giugno - Johann Friedrich Reichardt, compositore, scrittore e critico musicale tedesco (n. 1752)
- 28 giugno - Edmond Louis Alexis Dubois-Crancé, politico francese (n. 1747)

### Luglio
- 4 luglio - Emilio Carlo di Leiningen, nobile tedesco (n. 1763)
- 5 luglio - Georges Jacob, ebanista francese (n. 1739)
- 9 luglio - Daniel Delany, vescovo cattolico irlandese (n. 1747)
- 10 luglio - Camillo Marcolini-Ferretti, nobile italiano (n. 1739)
- 11 luglio - Saadat Ali Khan II, sovrano indiano (n. 1752)
- 12 luglio - William Howe, generale, politico e nobile britannico (n. 1729)
- 13 luglio - Étienne Morel de Chédeville, drammaturgo e librettista francese (n. 1751)
- 14 luglio - Giovanna Sestini, soprano italiano (n. 1749)
- 15 luglio - Francisco Espejo, avvocato venezuelano (n. 1758)
- 19 luglio - Matthew Flinders, esploratore, navigatore e cartografo britannico (n. 1774)
- 25 luglio - Charles Dibdin, musicista, drammaturgo e romanziere inglese (n. 1745)
- 28 luglio - Benjamin Goodhue, politico statunitense (n. 1748)

### Agosto
- 11 agosto - Lorenzo Baini, compositore italiano (n. 1740)
- 14 agosto - Durand de Maillane, giurista francese (n. 1729)
- 19 agosto - Gustaf Mauritz Armfelt, generale, diplomatico e politico svedese (n. 1757)
- 19 agosto - Pierre Patte, architetto e incisore francese (n. 1723)
- 19 agosto - Angelo Tarchi, compositore italiano
- 21 agosto - Benjamin Thompson, fisico e ingegnere statunitense (n. 1753)
- 31 agosto - Arthur Phillip, ammiraglio inglese (n. 1738)

### Settembre
- 1º settembre - Giuseppe Rosati, medico, agronomo e matematico italiano (n. 1752)
- 1º settembre - Charles de La Font de Savine, vescovo cattolico francese (n. 1742)
- 7 settembre - Pierre-Victor Malouet, politico francese (n. 1740)
- 8 settembre - Maria Carolina d'Asburgo-Lorena, nobile (n. 1752)
- 15 settembre - Hammuda ibn Ali, sovrano tunisino (n. 1759)
- 17 settembre - Bernardo Maria Cenicola, arcivescovo cattolico italiano (n. 1748)
- 17 settembre - Jacques Bernard d'Anselme, generale francese (n. 1740)
- 21 settembre - Francesco Ceccarelli, cantante castrato italiano (n. 1752)
- 24 settembre - Jean Baptiste Louis Georges Seroux d'Agincourt, storico dell'arte francese (n. 1730)
- 26 settembre - Laure-Auguste de Fitz-James, nobildonna francese (n. 1744)

### Ottobre
- 2 ottobre - Vera Petrovna Protasova, nobildonna russa (n. 1780)
- 4 ottobre - André-Antoine Ravrio, scultore, drammaturgo e poeta francese (n. 1759)
- 7 ottobre - Guillaume-Antoine Olivier, entomologo e botanico francese (n. 1756)
- 8 ottobre - Adalbert von Harstall, vescovo cattolico e abate tedesco (n. 1737)
- 12 ottobre - Giuseppe Gregorio Maria Solari, scrittore italiano (n. 1737)
- 19 ottobre - Mercy Otis Warren, scrittrice e patriota statunitense (n. 1728)
- 20 ottobre - Philip Astley, cavallerizzo inglese (n. 1742)
- 20 ottobre - Gioacchino Pessuti, matematico e politico italiano (n. 1743)

### Novembre
- 1º novembre - Jean-François Janinet, incisore francese (n. 1752)
- 1º novembre - Aleksandr Nikolaevič Samojlov, politico e generale russo (n. 1744)
- 3 novembre - Hamengkubuwono III, sovrano indonesiano (n. 1769)
- 7 novembre - Sigmund Christoph von Waldburg-Zeil-Trauchburg, vescovo cattolico tedesco (n. 1754)
- 16 novembre - John Stuart, I marchese di Bute, nobile e diplomatico scozzese (n. 1744)
- 16 novembre - Giuseppe Maggiolini, ebanista italiano (n. 1738)
- 17 novembre - Gottfried Mind, pittore svizzero (n. 1768)
- 18 novembre - Aleijadinho, scultore, intagliatore e architetto brasiliano (n. 1730)
- 19 novembre - Cristoforo Babbi, violinista e compositore italiano (n. 1745)
- 21 novembre - Nicola Valletta, giurista e scrittore italiano (n. 1750)
- 23 novembre - Elbridge Gerry, politico statunitense (n. 1744)
- 30 novembre - Jean-Michel Moreau, pittore, incisore e disegnatore francese (n. 1741)

### Dicembre
- 1º dicembre - Georg Ludwig von Edelsheim, politico e diplomatico tedesco (n. 1740)
- 2 dicembre - Marchese de Sade, scrittore, filosofo e drammaturgo francese (n. 1740)
- 5 dicembre - José Tomás Boves, generale spagnolo (n. 1782)
- 5 dicembre - Évariste de Parny, poeta francese (n. 1753)
- 9 dicembre - Niccolò Andria, medico e filosofo italiano (n. 1747)
- 9 dicembre - Joseph Bramah, inventore britannico (n. 1748)
- 9 dicembre - Agostino Colaianni, vescovo cattolico italiano (n. 1751)
- 11 dicembre - Marie-Louise O'Murphy, cantante francese (n. 1737)
- 12 dicembre - Ernst Ludwig Julius von Lenthe, politico tedesco (n. 1744)
- 13 dicembre - Jean-Baptiste Broussier, generale francese (n. 1766)
- 13 dicembre - Charles Joseph de Ligne, militare, scrittore e commediografo belga (n. 1735)
- 19 dicembre - Giuseppe Venanzio Marvuglia, architetto italiano (n. 1729)
- 20 dicembre - Uthman ibn Ali, sovrano tunisino (n. 1763)
- 21 dicembre - Charles François Bicquilley, militare, filosofo e matematico francese (n. 1738)
- 22 dicembre - Pieter Faes, pittore fiammingo (n. 1750)
- 26 dicembre - Nicolas-François Guillard, librettista francese (n. 1752)
- 29 dicembre - Jenny von Voigts, scrittrice tedesca (n. 1749)
- 31 dicembre - Sophie Marie von Voß, nobildonna tedesca (n. 1729)

### Senza giorno specificato
- Alessandro Carli, nobile e letterato italiano (n. 1740)
- Manuel Inácio da Silva Alvarenga, poeta brasiliano (n. 1749)
- Germano Azzoguidi, medico italiano (n. 1740)
- William Eden, I barone Auckland, politico inglese (n. 1744)
- Giuseppe Geremia, musicista e compositore italiano (n. 1732)
- Yisroel Hopsztajn, rabbino e mistico polacco (n. 1737)
- August Wilhelm Iffland, drammaturgo tedesco (n. 1759)
- Saverio Landolina, archeologo italiano (n. 1743)
- Joseph Malliard, artigiano austriaco (n. 1748)
- Marianna Monti, soprano italiano (n. 1730)
- Giuseppe Pistocchi, architetto italiano (n. 1744)
- Gaetano Poggiali, editore e bibliografo italiano (n. 1753)
- Stefano Polito, imprenditore e circense italiano (n. 1763)
- Maximilian Friedrich Gustav Adolf Salvemini, teorico della musica olandese (n. 1747)
- Joanna Southcott, mistica britannica (n. 1750)
- Clemente Susini (n. 1754)
- Apolonia Ustrzycka, nobile polacca (n. 1736)
- Vincenzo Valdrè, artista e architetto italiano (n. 1742)
- Giuseppe Vella, monaco cristiano e falsario italiano (n. 1749)
- Giuseppe Ventimiglia, principe di Belmonte, politico italiano (n. 1766)
- Vincenza Viganò Mombelli, ballerina e librettista italiana (n. 1760)
- James Wilson, esploratore britannico (n. 1760)
- Sa'ud bin Abd al-Aziz bin Muhammad bin Sa'ud, sovrano saudita
- Elisabeth von Matt, astronoma austriaca (n. 1762)

## Calendario
| Calendario 1814 | Calendario 1814 | Calendario 1814 | Calendario 1814 | Calendario 1814 | Calendario 1814 | Calendario 1814 | Calendario 1814 | Calendario 1814 | Calendario 1814 | Calendario 1814 | Calendario 1814 | Calendario 1814 | Calendario 1814 | Calendario 1814 | Calendario 1814 | Calendario 1814 | Calendario 1814 | Calendario 1814 | Calendario 1814 | Calendario 1814 | Calendario 1814 | Calendario 1814 | Calendario 1814 | Calendario 1814 | Calendario 1814 | Calendario 1814 | Calendario 1814 | Calendario 1814 | Calendario 1814 | Calendario 1814 | Calendario 1814 | Calendario 1814 |
| --------------- | --------------- | --------------- | --------------- | --------------- | --------------- | --------------- | --------------- | --------------- | --------------- | --------------- | --------------- | --------------- | --------------- | --------------- | --------------- | --------------- | --------------- | --------------- | --------------- | --------------- | --------------- | --------------- | --------------- | --------------- | --------------- | --------------- | --------------- | --------------- | --------------- | --------------- | --------------- | --------------- |
|                 | 1               | 2               | 3               | 4               | 5               | 6               | 7               | 8               | 9               | 10              | 11              | 12              | 13              | 14              | 15              | 16              | 17              | 18              | 19              | 20              | 21              | 22              | 23              | 24              | 25              | 26              | 27              | 28              | 29              | 30              | 31              |                 |
| Gennaio         | Sa              | Do              | Lu              | Ma              | Me              | Gi              | Ve              | Sa              | Do              | Lu              | Ma              | Me              | Gi              | Ve              | Sa              | Do              | Lu              | Ma              | Me              | Gi              | Ve              | Sa              | Do              | Lu              | Ma              | Me              | Gi              | Ve              | Sa              | Do              | Lu              |                 |
| Febbraio        | Ma              | Me              | Gi              | Ve              | Sa              | Do              | Lu              | Ma              | Me              | Gi              | Ve              | Sa              | Do              | Lu              | Ma              | Me              | Gi              | Ve              | Sa              | Do              | Lu              | Ma              | Me              | Gi              | Ve              | Sa              | Do              | Lu              |                 |                 |                 |                 |
| Marzo           | Ma              | Me              | Gi              | Ve              | Sa              | Do              | Lu              | Ma              | Me              | Gi              | Ve              | Sa              | Do              | Lu              | Ma              | Me              | Gi              | Ve              | Sa              | Do              | Lu              | Ma              | Me              | Gi              | Ve              | Sa              | Do              | Lu              | Ma              | Me              | Gi              |                 |
| Aprile          | Ve              | Sa              | Do              | Lu              | Ma              | Me              | Gi              | Ve              | Sa              | Do              | Lu              | Ma              | Me              | Gi              | Ve              | Sa              | Do              | Lu              | Ma              | Me              | Gi              | Ve              | Sa              | Do              | Lu              | Ma              | Me              | Gi              | Ve              | Sa              |                 |                 |
| Maggio          | Do              | Lu              | Ma              | Me              | Gi              | Ve              | Sa              | Do              | Lu              | Ma              | Me              | Gi              | Ve              | Sa              | Do              | Lu              | Ma              | Me              | Gi              | Ve              | Sa              | Do              | Lu              | Ma              | Me              | Gi              | Ve              | Sa              | Do              | Lu              | Ma              |                 |
| Giugno          | Me              | Gi              | Ve              | Sa              | Do              | Lu              | Ma              | Me              | Gi              | Ve              | Sa              | Do              | Lu              | Ma              | Me              | Gi              | Ve              | Sa              | Do              | Lu              | Ma              | Me              | Gi              | Ve              | Sa              | Do              | Lu              | Ma              | Me              | Gi              |                 |                 |
| Luglio          | Ve              | Sa              | Do              | Lu              | Ma              | Me              | Gi              | Ve              | Sa              | Do              | Lu              | Ma              | Me              | Gi              | Ve              | Sa              | Do              | Lu              | Ma              | Me              | Gi              | Ve              | Sa              | Do              | Lu              | Ma              | Me              | Gi              | Ve              | Sa              | Do              |                 |
| Agosto          | Lu              | Ma              | Me              | Gi              | Ve              | Sa              | Do              | Lu              | Ma              | Me              | Gi              | Ve              | Sa              | Do              | Lu              | Ma              | Me              | Gi              | Ve              | Sa              | Do              | Lu              | Ma              | Me              | Gi              | Ve              | Sa              | Do              | Lu              | Ma              | Me              |                 |
| Settembre       | Gi              | Ve              | Sa              | Do              | Lu              | Ma              | Me              | Gi              | Ve              | Sa              | Do              | Lu              | Ma              | Me              | Gi              | Ve              | Sa              | Do              | Lu              | Ma              | Me              | Gi              | Ve              | Sa              | Do              | Lu              | Ma              | Me              | Gi              | Ve              |                 |                 |
| Ottobre         | Sa              | Do              | Lu              | Ma              | Me              | Gi              | Ve              | Sa              | Do              | Lu              | Ma              | Me              | Gi              | Ve              | Sa              | Do              | Lu              | Ma              | Me              | Gi              | Ve              | Sa              | Do              | Lu              | Ma              | Me              | Gi              | Ve              | Sa              | Do              | Lu              |                 |
| Novembre        | Ma              | Me              | Gi              | Ve              | Sa              | Do              | Lu              | Ma              | Me              | Gi              | Ve              | Sa              | Do              | Lu              | Ma              | Me              | Gi              | Ve              | Sa              | Do              | Lu              | Ma              | Me              | Gi              | Ve              | Sa              | Do              | Lu              | Ma              | Me              |                 |                 |
| Dicembre        | Gi              | Ve              | Sa              | Do              | Lu              | Ma              | Me              | Gi              | Ve              | Sa              | Do              | Lu              | Ma              | Me              | Gi              | Ve              | Sa              | Do              | Lu              | Ma              | Me              | Gi              | Ve              | Sa              | Do              | Lu              | Ma              | Me              | Gi              | Ve              | Sa              |                 |